# جورج أ. كونفيرز
جورج أ. كونفيرز (بالإنجليزية: George A. Converse)‏ هو ضابط ومهندس أمريكي، ولد في 13 مايو 1844 في نورويتش في الولايات المتحدة، وتوفي في 29 مارس 1909 في واشنطن العاصمة في الولايات المتحدة.